# Hypaeus quadrinotatus
Hypaeus quadrinotatus là một loài nhện trong họ Salticidae.
Loài này thuộc chi Hypaeus. Hypaeus quadrinotatus được Eugène Simon miêu tả năm 1900.